# Da' T.R.U.T.H.
Da' T.R.U.T.H., pseudonimo di Emanuel Lee Lambert, Jr. (Filadelfia, 15 dicembre 1977), è un rapper statunitense.

## Biografia
Da' T.R.U.T.H. ha ottenuto il suo primo ingresso nella Billboard 200 con The Big Picture, album in studio piazzatosi al 110º posto della classifica. The Whole Truth (2011) si è posizionato un posto più in alto.
Love Hope War (2013) e Heartbeat si sono fermati rispettivamente all'88º e 84º posto della graduatoria LP statunitense.

## Discografia

### Album in studio
- 2004 – Moment of Truth
- 2005 – The Faith
- 2007 – Open Book
- 2009 – The Big Picture
- 2011 – The Whole Truth
- 2013 – Love Hope War
- 2014 – Heartbeat
- 2016 – It's Complicated
- 2018 – Vet
- 2020 – Bridges (con Limoblaze)
- 2023 – Emanuel

### Singoli
- 2014 – Loud & Clear
- 2018 – Brand New (feat. Samoht)
- 2018 – My Story (con Limoblaze)
- 2020 – Chasing Ghosts
- 2021 – Lemonaid (feat. D' Shondra)
- 2022 – Gotta Be God (con Tbabz e Sal Ly)
- 2022 – Nights in Atlanta
- 2023 – Holy (con The Story Collective e Kels Johnson)
- 2023 – Imagine Me (con A Mose)